# Campionato Italiano Velocità 2023
Quella del 2023 è la centoduesima edizione del campionato italiano velocità. 

## Stagione
L'annata inizia nel fine settimana del 28/30 aprile a Misano e termina l'otto ottobre a Imola per un totale di dodici gare in calendario. La gara notturna viene confermata in quest'annata e si svolge nuovamente nella seconda prova a Misano. La classe Supersport, divisa in due sottocategorie nella stagione precedente, torna ad essere classe singola con le specifiche Next Generation. Un'altra novità importante è l'introduzione del CIV Femminile, una categoria riservata con moto 300 di cilindrata.
La classe Superbike è caratterizzata dalla contesa al titolo che si restringe a due soli pilotiː il campione uscente Michele Pirro (Barni Racing) e Lorenzo Zanetti (Broncos Racing Team), entrambi su Ducati. Pirro vince sette delle dodici prove previste mentre Zanetti sale costantemente sul podio per tutta la stagione, eccezion fatta per il ritiro in gara due a Imola dove comunque diviene campione italiano per la prima volta.

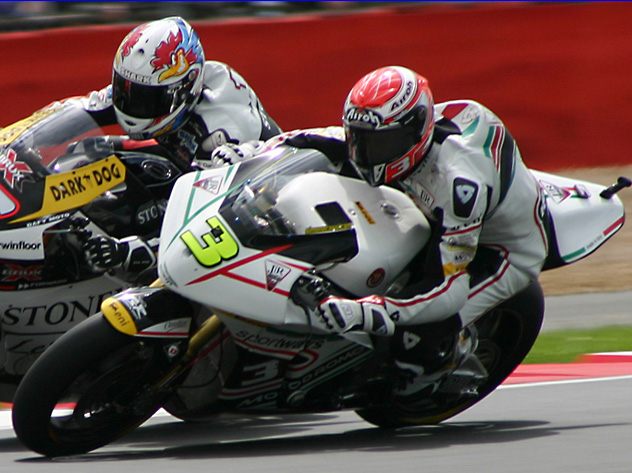
Simone Corsi, qui immortalato in una fase di gara del Motomondiale 2010, vince il titolo italiano nella classe Supersport all'esordio.

Al terzo posto si posiziona il sanmarinese Luca Bernardi che con due vittorie porta Aprilia al secondo posto nella classifica costruttori, alle spalle di Ducati. Una vittoria in gara e quarto posto finale per Alessandro Delbianco su Yamaha.
Il titolo della Supersport va ad un esordienteː Simone Corsi che dopo oltre 300 gare nel motomondiale debutta in questa categoria con una Yamaha YZF-R6 del team Altogo. Corsi porta a termine tutte le gare previste e sale sul podio dieci volte (tra cui le due vittorie a Misano) e chiude con un margine di sessanta punti sul secondo classificatoː il compagno di marca Emanuele Pusceddu. Al terzo posto si classifica il sei volte campione Massimo Roccoli, anch'egli su Yamaha, staccato di poche lunghezze da Pusceddu. Per quanto concerne la classifica costruttori, il titolo va a Yamaha che porta almeno un pilota sul podio in ognuna delle gare disputate vincendone sei. Secondo posto per Ducati che vince tre gare grazie alle wild card Yari Montella e Andrea Mantovani; terza MV Agusta che vince la doppia prova del Mugello con Luca Ottaviani e quarto posto per Kawasaki che ottiene una vittoria con Stefano Valtulini.
Nella Supersport 300 Bruno Ieraci, dopo tre stagioni complete nell'analoga categoria mondiale, partecipa al CIV con una Kawasaki Ninja 400 del team Prodina. Ieraci si porta al comando della classifica grazie alle due vittorie nell'evento inaugurale di Misano e conquista il titolo con sei vittorie, dieci piazzamenti a podio e due quarti posti come peggior risultato. Secondo posto per lo spagnolo Óscar Nuñez anch'egli su Kawasaki. Al terzo posto si classifica Matteo Vannucci, impegnato contestualmente nel mondiale, autore di tre vittorie e quattro pole position. La classifica costruttori vede prevalere Kawasaki per circa quaranta punti su Yamaha.
Il campionato italiano di Moto3 vede il dominio di Vicente Pérez che, in sella ad una 2WheelsPoliTo, vince undici delle dodici gare previste e ottiene sempre la pole position. Pérez chiude con un margine di circa 130 punti su Loenardo Abruzzo, su BeOn. Terzo posto per Cristian Lolli, quarto posto per il campione 2021 Elia Bartolini che vince nell'unica gara non vinta da Pérez. Tra i costruttori prevale 2WheelsPoliTo che sopravanza di circa settanta punti BeOn, più staccate Bucci Moto e Phantom al terzo e quarto posto. Per la motocicletta sviluppata dal Politecnico di Torino si tratta del primo titolo italiano (precedentemente aveva conquistato due edizioni della PreMoto3).

## Calendario
Dove non indicata la nazionalità si intende pilota italiano.
| Nº | Data                | Gran Premio | Vincitore Superbike  | Vincitore Supersport | Vincitore Supersport 300 | Vincitore Moto3 |
| -- | ------------------- | ----------- | -------------------- | -------------------- | ------------------------ | --------------- |
| 1  | 28, 29 e 30 aprile  | Misano 1    | Lorenzo Zanetti      | Yari Montella        | Bruno Ieraci             | Vicente Pérez   |
| 1  | 28, 29 e 30 aprile  | Misano 1    | Michele Pirro        | Glenn van Straalen   | Bruno Ieraci             | Vicente Pérez   |
| 2  | 12, 13 e 14 maggio  | Mugello 1   | Michele Pirro        | Stefano Valtulini    | Matteo Vannucci          | Elia Bartolini  |
| 2  | 12, 13 e 14 maggio  | Mugello 1   | Michele Pirro        | Marco Bussolotti     | Óscar Nuñez              | Vicente Pérez   |
| 3  | 16, 17 e 18 giugno  | Vallelunga  | Michele Pirro        | Emanuele Pusceddu    | Bruno Ieraci             | Vicente Pérez   |
| 3  | 16, 17 e 18 giugno  | Vallelunga  | Luca Bernardi        | Roberto Mercandelli  | Bruno Ieraci             | Vicente Pérez   |
| 4  | 28, 29 e 30 luglio  | Misano 2    | Michele Pirro        | Simone Corsi         | Bruno Ieraci             | Vicente Pérez   |
| 4  | 28, 29 e 30 luglio  | Misano 2    | Luca Bernardi        | Simone Corsi         | Emanuele Cazzaniga       | Vicente Pérez   |
| 5  | 1°, 2 e 3 settembre | Mugello 2   | Michele Pirro        | Luca Ottaviani       | Matteo Vannucci          | Vicente Pérez   |
| 5  | 1°, 2 e 3 settembre | Mugello 2   | Michele Pirro        | Luca Ottaviani       | Matteo Vannucci          | Vicente Pérez   |
| 6  | 6, 7 e 8 ottobre    | Imola       | Lorenzo Zanetti      | Andrea Mantovani     | Bruno Ieraci             | Vicente Pérez   |
| 6  | 6, 7 e 8 ottobre    | Imola       | Alessandro Delbianco | Yari Montella        | Óscar Nuñez              | Vicente Pérez   |

## Classifiche

### Superbike

#### Piloti Iscritti[59]
Dove non indicata la nazionalità si intende pilota italiano. Tutte le motociclette in competizione sono equipaggiate con pneumatici forniti dalla Dunlop.
| Nº  | Pilota               | Motoclub               | Squadra                          | Motocicletta |
| --- | -------------------- | ---------------------- | -------------------------------- | ------------ |
| 1   | Michele Pirro        | G.S. Fiamme Oro Milano | Barni Spark Racing Team          | Ducati       |
| 2   | Roberto Tamburini    | Moto x Racing          | Keope Motorsport                 | Yamaha       |
| 10  | Agostino Santoro     | Gentlemen's M.C. Roma  | DMR Racing                       | Honda        |
| 12  | Nicola Chiarini      | Moto & Karting Club Po | The Blacksheep Team              | Honda        |
| 19  | Luca Bernardi        | Titano                 | Nuova M2 Racing                  | Aprilia      |
| 30  | Alberto Butti        | Amicibikers            | Barni Spark Racing Team          | Ducati       |
| 33  | Flavio Ferroni       | Rosso Italiano         | Faieta Motors by Speedaction     | Yamaha       |
| 34  | Kevin Manfredi       | Viadana                | Penta Motorsport                 | Suzuki       |
| 36  | Lorenzo Gabellini    | Spoleto                | The Blacksheep Team              | Honda        |
| 52  | Alessandro Delbianco | Viadana                | Keope Motorsport                 | Yamaha       |
| 53  | Gianluca Sconza      | Piccole Pesti          | Faieta Motors By Speedaction     | Yamaha       |
| 53  | Gianluca Sconza      | Piccole Pesti          | /                                | Honda        |
| 70  | Luca Vitali          | Paolo Tordi            | Scuderia Improve - Firenze Motor | Honda        |
| 72  | Alessio Finello      | Spoleto                | DMR Racing                       | Honda        |
| 73  | Simone Saltarelli    | Adriatica Racing       | TCF Racing Team                  | Honda        |
| 76  | Samuele Cavalieri    | Paolo Tordi            | Nuova M2 Racing                  | Aprilia      |
| 81  | Alex Bernardi        | Over 40 Racing Team    | Nuova M2 Racing                  | Aprilia      |
| 84  | Riccardo Russo       | Piccole Pesti          | DMR Racing                       | Honda        |
| 87  | Lorenzo Zanetti      | Lumezzane              | Broncos Racing Team              | Ducati       |
| 90  | Daniele Zinni        | I Briganti della Torre | Bike e Motor Racing Team         | BMW          |
| 97  | Cristian Redaelli    | Boccetti Racing        | Boccetti Racing                  | Honda        |
| 322 | Jarno Ioverno        | TTN Racing Club        |                                  | BMW          |

| Legenda            |
| ------------------ |
| Pilota wildcard    |
| Pilota sostitutivo |

#### Classifica Piloti[60]
| Pos. | Pilota               | Moto           | 1 MIS1 | 2 MIS2 | 3 MUG1 | 4 MUG2 | 5 VAL1 | 6 VAL2 | 7 MIS1 | 8 MIS2 | 9 MUG1 | 10 MUG2 | 11 IMO1 | 12 IMO2 | P.ti |
| ---- | -------------------- | -------------- | ------ | ------ | ------ | ------ | ------ | ------ | ------ | ------ | ------ | ------- | ------- | ------- | ---- |
| 1    | Lorenzo Zanetti      | Ducati         | 1      | 3      | 3      | 2      | 2      | 2      | 3      | 3      | 3      | 3       | 1       | Rit     | 206  |
| 2    | Michele Pirro        | Ducati         | 7      | 1      | 1      | 1      | 1      | Rit    | 1      | 10     | 1      | 1       | 8       | 11      | 203  |
| 3    | Luca Bernardi        | Aprilia        | 13     | 4      | 6      | 3      | 7      | 1      | 2      | 1      | 5      | 5       | 4       | 2       | 176  |
| 4    | Alessandro Delbianco | Yamaha         | 10     | 13     | 2      | Rit    | 5      | Rit    | 4      | 4      | 2      | 4       | 2       | 1       | 144  |
| 5    | Luca Vitali          | Honda          | 4      | 2      | 7      | 4      | Rit    | Rit    | 5      | 2      | 10     | 6       | 5       | 4       | 126  |
| 6    | Simone Saltarelli    | Honda          | 3      | 6      | NP     | 11     | 6      | 3      | 7      | 9      | 7      | 9       | 9       | 5       | 107  |
| 7    | Riccardo Russo       | Honda          | 14     | 7      | 4      | 5      | 3      | Rit    | 6      | 7      | 8      | 8       | Rit     | 7       | 95   |
| 8    | Samuele Cavalieri    | Aprilia        | 8      | Rit    | 11     | 7      | 4      | Rit    | 8      | 5      | 6      | 7       | 3       | Rit     | 89   |
| 9    | Alberto Butti        | Ducati         | 9      | 10     | 10     | 6      | Rit    | 5      | 11     | 13     | 11     | 10      | 10      | 9       | 72   |
| 11   | Daniele Zinni        | BMW            | 16     | 11     | 8      | 9      | 9      | 6      | 10     | 12     | 13     | 12      | 11      | 8       | 67   |
| 10   | Flavio Ferroni       | Yamaha         | 5      | 9      | 5      | 8      | 10     | 8      |        |        |        |         |         |         | 51   |
| 12   | Gianluca Sconza      | Yamaha e Honda | 11     | 12     | 9      | 10     | 8      | 4      |        |        | 12     | 13      | 12      | 10      | 60   |
| 13   | Kevin Manfredi       | Suzuki         | 2      | 5      | [ 61 ] | [ 61 ] | [ 62 ] | [ 62 ] | Rit    | 6      | [ 63 ] | [ 63 ]  | 6       | Rit     | 51   |
| 14   | Roberto Tamburini    | Yamaha         |        |        |        |        |        |        |        |        | 4      | 2       | Rit     | 3       | 49   |
| 15   | Lorenzo Gabellini    | Honda          |        |        |        |        |        |        | 9      | 8      | 9      | 11      | 7       | 6       | 46   |
| 16   | Alex Bernardi        | Aprilia        | 12     | NP     |        |        | 12     | Rit    | 12     | Rit    | NP     | 5       | NP      | NP      | 23   |
| 17   | Cristian Redaelli    | Honda          | NP     | NP     |        |        | 11     | 7      | Rit    | 14     | 14     | 14      |         |         | 20   |
| 18   | Nicola Chiarini      | Honda          | 6      | Rit    | 12     | NP     |        |        |        |        |        |         |         |         | 14   |
| 19   | Agostino Santoro     | Honda          | 15     | 8      | NP     | NP     |        |        |        |        |        |         |         |         | 9    |
| 20   | Alessio Finello      | Honda          |        |        |        |        |        |        | 13     | 11     |        |         |         |         | 8    |
| NC   | Jarno Ioverno        | BMW            |        |        |        |        |        |        | SQ     | NP     |        |         |         |         | 0    |
| Pos. | Pilota               | Moto           | 1 MIS1 | 2 MIS2 | 3 MUG1 | 4 MUG2 | 5 VAL1 | 6 VAL2 | 7 MIS1 | 8 MIS2 | 9 MUG1 | 10 MUG2 | 11 IMO1 | 12 IMO2 | P.ti |

| Legenda | 1º posto        | 2º posto            | 3º posto           | A punti      | Senza punti        | Grassetto – Pole position Corsivo – Giro più veloce |
| Legenda | Gara non valida | Non qual./Non part. | Ritirato/Non class | Squalificato | '-' Dato non disp. | Grassetto – Pole position Corsivo – Giro più veloce |

#### Classifica Costruttori[64]
| Pos. | Costruttore | 1 MIS1 | 2 MIS2 | 3 MUG1 | 4 MUG2 | 5 VAL1 | 6 VAL2 | 7 MIS1 | 8 MIS2 | 9 MUG1 | 10 MUG2 | 11 IMO1 | 12 IMO2 | P.ti |
| ---- | ----------- | ------ | ------ | ------ | ------ | ------ | ------ | ------ | ------ | ------ | ------- | ------- | ------- | ---- |
| 1    | Ducati      | 1      | 1      | 1      | 1      | 1      | 2      | 1      | 3      | 1      | 1       | 1       | 9       | 268  |
| 2    | Aprilia     | 8      | 4      | 6      | 3      | 4      | 1      | 2      | 1      | 5      | 5       | 3       | 2       | 188  |
| 3    | Yamaha      | 5      | 9      | 2      | 8      | 5      | 4      | 4      | 4      | 2      | 2       | 2       | 1       | 181  |
| 4    | Honda       | 3      | 2      | 4      | 4      | 3      | 3      | 5      | 2      | 7      | 6       | 5       | 4       | 168  |
| 5    | BMW         | 16     | 11     | 8      | 9      | 9      | 6      | 10     | 12     | 13     | 12      | 11      | 8       | 67   |
| 6    | Suzuki      | 2      | 5      |        |        |        |        | Rit    | 6      |        |         | 6       | Rit     | 51   |

### Supersport
Dove non indicata la nazionalità si intende pilota italiano. Tutte le motociclette in competizione sono equipaggiate con pneumatici forniti dalla Pirelli.

#### Classifica Piloti[65]
| Pos. | Pilota                   | Moto      | 1 MIS1 | 2 MIS2 | 3 MUG1 | 4 MUG2 | 5 VAL1 | 6 VAL2 | 7 MIS1 | 8 MIS2 | 9 MUG1 | 10 MUG2 | 11 IMO1 | 12 IMO2 | P.ti |
| ---- | ------------------------ | --------- | ------ | ------ | ------ | ------ | ------ | ------ | ------ | ------ | ------ | ------- | ------- | ------- | ---- |
| 1    | Simone Corsi             | Yamaha    | 3      | 2      | 6      | 7      | 3      | 2      | 1      | 1      | 3      | 2       | 2       | 3       | 213  |
| 2    | Emanuele Pusceddu        | Yamaha    | Rit    | 9      | 7      | 2      | 1      | 3      | 4      | 4      | 2      | 5       | 6       | 7       | 153  |
| 3    | Massimo Roccoli          | Yamaha    | 5      | 8      | 4      | 4      | 4      | 4      | 2      | 5      | 14     | 3       | 3       | 6       | 146  |
| 4    | Luca Ottaviani           | MV Agusta | 7      | 5      | Rit    | 5      | 2      | Rit    | Rit    | 3      | 1      | 1       | Rit     | 8       | 125  |
| 5    | Marco Bussolotti         | Yamaha    | 4      | 7      | 3      | 1      | 5      | 5      | 6      | Rit    | 7      | 6       | 13      | 13      | 120  |
| 6    | Matteo Patacca           | Ducati    | 8      | 10     | 18     | 10     | 8      | 6      | 10     | 8      | 4      | 4       | 5       | 4       | 102  |
| 7    | Stefano Valtulini        | Kawasaki  | 11     | 16     | 1      | 3      | 7      | 12     | 9      | 10     | 5      | 13      | 11      | 10      | 97   |
| 8    | Filippo Fuligni          | Yamaha    | 6      | Rit    | 8      | Rit    | Rit    | Rit    | 5      | 6      | NP     | 10      | 4       | 5       | 69   |
| 9    | Simone Saltarelli        | Ducati    | 10     | Rit    | Rit    | 12     | 10     | 9      | 3      | Rit    | 6      | 9       | 10      | 11      | 67   |
| 10   | Andrea Mantovanni        | Ducati    |        |        |        |        |        |        | Rit    | 2      |        |         | 1       | 2       | 65   |
| 11   | Yari Montella            | Ducati    | 1      | 4      |        |        |        |        |        |        |        |         | SQ      | 1       | 63   |
| 12   | Roberto Mercandelli      | Yamaha    | 9      | 6      | 5      | 6      | Rit    | 1      | Rit    | Rit    | NP     | NP      |         |         | 63   |
| 13   | Luigi Montella           | Yamaha    | 14     | 12     | 16     | 11     | 6      | 7      | 8      | 7      | NP     | 14      | 16      | 18      | 49   |
| 14   | Daniel Blin              | Ducati    | 16     | 13     | 2      | Rit    | 13     | 11     | 15     | 13     | 8      | 15      | 15      | 14      | 47   |
| 15   | Glenn van Straalen       | Yamaha    | 2      | 1      |        |        |        |        |        |        |        |         |         |         | 45   |
| 16   | Nicolò Castellini        | MV Agusta | Rit    | 28     | Rit    | 9      | 12     | 13     | 7      | Rit    | 9      | 8       | 14      | 12      | 44   |
| 17   | Davide Stirpe            | Ducati    | Rit    | 23     | 11     | Rit    | 9      | 8      |        |        | NP     | 12      | 7       | 9       | 40   |
| 18   | Alessandro Sciarretta    | Ducati    | 13     | 17     | 20     | 22     | 14     | 14     | 11     | 9      |        |         | 10      | Rit     | 25   |
| 19   | Andrea Giombini          | Yamaha    | 17     | Rit    | 12     | 17     | Rit    | Rit    | Rit    | NP     | 10     | 11      | 9       | Rit     | 22   |
| 20   | Matteo Ciprietti         | Ducati    | 27     | 14     | Rit    | Rit    | 11     | 10     | 13     | 11     | NP     | NP      |         |         | 21   |
| 21   | Andrea Tucci             | Yamaha    | Rit    | 22     | 10     | 8      | Rit    | 15     | 14     | Rit    | NP     | 19      | Rit     | 21      | 17   |
| 22   | Matteo Ferrari           | Ducati    | Rit    | 3      |        |        |        |        |        |        |        |         |         |         | 16   |
| 23   | Armando Pontone          | Yamaha    | 21     | 19     | 9      | 13     | Rit    | Rit    | 18     | 18     | Rit    | 18      | 12      | 15      | 15   |
| 24   | Giacomo Mora             | Yamaha    | 15     | 11     | 15     | 18     | 15     | Rit    | 16     | 12     | 13     | Rit     | Rit     | 16      | 15   |
| 25   | Lorenzo Dalla Porta      | Yamaha    |        |        |        |        |        |        |        |        | Rit    | 7       |         |         | 9    |
| 26   | Raffaele Fusco           | Yamaha    | 18     | 20     | 14     | 16     | 16     | 17     | 12     | 16     | 16     | 22      |         |         | 6    |
| 27   | Matteo Ripamonti         | Yamaha    |        |        |        |        | Rit    | 16     | 26     | 21     | 11     | 16      | 19      | 20      | 5    |
| 28   | Emanuele Tonassi         | Yamaha    | 12     | 15     | 19     | Rit    | 20     | 19     | 17     | 19     | 17     | 24      | 21      | 22      | 5    |
| 29   | Edoardo Aquilano         | Yamaha    |        |        |        |        |        |        |        |        | 12     | 17      |         |         | 4    |
| 30   | Diego Palladino          | Ducati    | 22     | 21     | 13     | Rit    | 21     | 23     | 23     | Rit    | NP     | 26      | 22      | 24      | 3    |
| 31   | Leonardo Carnevali       | Kawasaki  | Rit    | NP     | Rit    | 21     | Rit    | 21     | 20     | 14     | 18     | NP      | 23      | 19      | 2    |
| 32   | Bryan D'Onofrio          | Kawasaki  | 20     | 24     | 21     | 14     | Rit    | Rit    | Rit    | 20     | Rit    | 25      | 18      | Rit     | 2    |
| 33   | Shogo Kawasaki           | Yamaha    | 24     | 25     | 17     | 15     | 17     | 18     | 22     | 15     | Rit    | Rit     |         |         | 2    |
| 34   | Nicolas Mattia Fruscione | Ducati    | 25     | 27     | 22     | 23     | 22     | 25     | 25     | 23     | 15     | 23      | 17      | Rit     | 1    |
| Pos. | Pilota                   | Moto      | 1 MIS1 | 2 MIS2 | 3 MUG1 | 4 MUG2 | 5 VAL1 | 6 VAL2 | 7 MIS1 | 8 MIS2 | 9 MUG1 | 10 MUG2 | 11 IMO1 | 12 IMO2 | P.ti |

| Legenda | 1º posto        | 2º posto            | 3º posto           | A punti      | Senza punti        | Grassetto – Pole position Corsivo – Giro più veloce |
| Legenda | Gara non valida | Non qual./Non part. | Ritirato/Non class | Squalificato | '-' Dato non disp. | Grassetto – Pole position Corsivo – Giro più veloce |

#### Classifica Costruttori[66]
| Pos. | Costruttore | 1 MIS1 | 2 MIS2 | 3 MUG1 | 4 MUG2 | 5 VAL1 | 6 VAL2 | 7 MIS1 | 8 MIS2 | 9 MUG1 | 10 MUG2 | 11 IMO1 | 12 IMO2 | P.ti |
| ---- | ----------- | ------ | ------ | ------ | ------ | ------ | ------ | ------ | ------ | ------ | ------- | ------- | ------- | ---- |
| 1    | Yamaha      | 2      | 1      | 3      | 1      | 1      | 1      | 1      | 1      | 2      | 2       | 2       | 3       | 262  |
| 2    | Ducati      | 1      | 3      | 2      | 10     | 8      | 6      | 3      | 2      | 4      | 4       | 1       | 1       | 197  |
| 3    | MV Agusta   | 7      | 5      | Rit    | 5      | 2      | 13     | 7      | 3      | 1      | 1       | 14      | 8       | 139  |
| 4    | Kawasaki    | 11     | 16     | 1      | 3      | 7      | 12     | 9      | 10     | 5      | 13      | 11      | 10      | 97   |

### Supersport 300

#### Classifica Piloti[67]
Dove non indicata la nazionalità si intende pilota italiano. Tutte le motociclette in competizione sono equipaggiate con pneumatici forniti dalla Pirelli.
| Pos. | Pilota                    | Moto     | 1 MIS1 | 2 MIS2 | 3 MUG1 | 4 MUG2 | 5 VAL1 | 6 VAL2 | 7 MIS1 | 8 MIS2 | 9 MUG1 | 10 MUG2 | 11 IMO1 | 12 IMO2 | P.ti |
| ---- | ------------------------- | -------- | ------ | ------ | ------ | ------ | ------ | ------ | ------ | ------ | ------ | ------- | ------- | ------- | ---- |
| 1    | Bruno Ieraci              | Kawasaki | 1      | 1      | 3      | 2      | 1      | 1      | 1      | 4      | 2      | 3       | 1       | 4       | 248  |
| 2    | Óscar Nuñez               | Kawasaki | Rit    | 4      | 2      | 1      | 3      | 5      | 2      | 2      | 5      | 2       | 5       | 1       | 192  |
| 3    | Matteo Vannucci           | Yamaha   | 3      | 3      | 1      | 8      | 16     | 2      | [ 68 ] | [ 68 ] | 1      | 1       | 2       | 3       | 171  |
| 4    | Emanuele Cazzaniga        | Yamaha   | 4      | 2      | Rit    | 11     | 2      | 6      | 3      | 1      | 6      | SQ      | 4       | 6       | 142  |
| 5    | Mattia Martella           | Kawasaki | 10     | 6      | 4      | 3      | Rit    | 4      | [ 68 ] | [ 68 ] | 3      | 5       | 3       | 2       | 121  |
| 6    | Roberto Jason Sarchi      | Kawasaki | 9      | 7      | 5      | 12     | 5      | Rit    | 5      | 5      | 9      | 8       | 11      | 9       | 91   |
| 7    | Giacomo Zannini           | Kawasaki | 12     | Rit    | 13     | 9      | 6      | 8      | 10     | 6      | 12     | 6       | 7       | 8       | 80   |
| 8    | Chris Wright              | Kawasaki | 11     | 8      | Rit    | 7      | Rit    | NP     | 4      | 3      | 16     | 17      | 10      | 11      | 62   |
| 9    | Sara Sanchez              | Kawasaki | 7      | 9      | 11     | Rit    | 8      | 12     | 7      | 11     | 13     | 13      | 13      | 14      | 58   |
| 10   | Taigh Janse Van Rensburg  | Kawasaki | Rit    | Rit    | 14     | Rit    | 7      | 11     | 9      | 9      | 17     | 12      | 6       | 5       | 55   |
| 11   | Facundo Martin Mora Allis | Kawasaki | 15     | Rit    | 15     | Rit    | Rit    | 7      | 6      | 10     | 4      | 4       |         |         | 52   |
| 12   | Michel Agazzi             | Yamaha   | 22     | 15     | 7      | Rit    | 18     | 9      | Rit    | Rit    | 7      | 7       | 9       | 7       | 51   |
| 13   | Alfonso Coppola           | Yamaha   | 13     | 11     | 8      | Rit    | 4      | 3      |        |        |        |         |         |         | 45   |
| 14   | Simone Graziano           | Kawasaki | Rit    | 20     | 12     | 10     | 11     | 14     | 13     | 12     | 10     | 10      | 12      | 12      | 44   |
| 15   | Diego Goretti             | Kawasaki | 6      | Rit    | 6      | 6      | Rit    | 13     | 12     | 13     |        |         | Rit     | 16      | 40   |
| 16   | Nicola Plazzi             | Kawasaki | 18     | 13     | 10     | Rit    | 15     | Rit    | 11     | 8      | 11     | 9       | 14      | 13      | 40   |
| 17   | Matteo Bonetti            | Kawasaki | 16     | 12     | 9      | 4      | 10     | 10     | Rit    | Rit    |        |         | 17      | Rit     | 36   |
| 18   | Mattia Sorrenti           | Yamaha   | 8      | Rit    | 17     | 5      | Rit    | Rit    | Rit    | 18     | 15     | 14      | 8       | 10      | 36   |
| 19   | Davide Bollani            | Yamaha   | 14     | 10     | 18     | Rit    | 9      | 18     | 14     | 7      | 14     | 16      | Rit     | NP      | 28   |
| 20   | Alessandro Zanca          | Kawasaki | 5      | 5      |        |        |        |        |        |        |        |         |         |         | 22   |
| 21   | Emiliano Ercolani         | Yamaha   | 2      | Rit    |        |        |        |        |        |        |        |         |         |         | 20   |
| 22   | Marco Pelusi              | Yamaha   |        |        |        |        |        |        |        |        | 8      | 11      |         |         | 12   |
| 23   | Beatriz Neila             | Kawasaki | NP     | NP     |        |        |        |        | 8      | NP     |        |         | NP      | NP      | 8    |
| 24   | Roy Doti                  | Yamaha   | 19     | 14     | Rit    | Rit    | 14     | 15     | Rit    | Rit    | 18     | 15      | 15      | 15      | 8    |
| 25   | Andrea Bettin             | Yamaha   | 17     | 17     | Rit    | Rit    | 13     | 16     | 16     | 14     |        |         |         |         | 5    |
| 26   | Salvatore Germano         | Yamaha   |        |        |        |        | 12     | 17     | Rit    | 16     |        |         | 16      | 17      | 4    |
| 27   | Stefano Sala              | Kawasaki |        |        |        |        |        |        | 15     | 15     |        |         |         |         | 2    |
| Pos. | Pilota                    | Moto     | 1 MIS1 | 2 MIS2 | 3 MUG1 | 4 MUG2 | 5 VAL1 | 6 VAL2 | 7 MIS1 | 8 MIS2 | 9 MUG1 | 10 MUG2 | 11 IMO1 | 12 IMO2 | P.ti |

| Legenda | 1º posto        | 2º posto            | 3º posto           | A punti      | Senza punti        | Grassetto – Pole position Corsivo – Giro più veloce |
| Legenda | Gara non valida | Non qual./Non part. | Ritirato/Non class | Squalificato | '-' Dato non disp. | Grassetto – Pole position Corsivo – Giro più veloce |

#### Classifica Costruttori[69]
| Pos. | Costruttore | 1 MIS1 | 2 MIS2 | 3 MUG1 | 4 MUG2 | 5 VAL1 | 6 VAL2 | 7 MIS1 | 8 MIS2 | 9 MUG1 | 10 MUG2 | 11 IMO1 | 12 IMO2 | P.ti |
| ---- | ----------- | ------ | ------ | ------ | ------ | ------ | ------ | ------ | ------ | ------ | ------- | ------- | ------- | ---- |
| 1    | Kawasaki    | 1      | 1      | 2      | 1      | 1      | 1      | 1      | 2      | 2      | 2       | 1       | 1       | 280  |
| 2    | Yamaha      | 2      | 2      | 1      | 5      | 2      | 2      | 3      | 1      | 1      | 1       | 2       | 3       | 243  |

### Moto3

#### Classifica Piloti[70]
Dove non indicata la nazionalità si intende pilota italiano. Tutte le motociclette in competizione sono equipaggiate con pneumatici forniti dalla Dunlop.
| Pos. | Pilota               | Moto                       | 1 MIS1 | 2 MIS2 | 3 MUG1 | 4 MUG2 | 5 VAL1 | 6 VAL2 | 7 MIS1 | 8 MIS2 | 9 MUG1 | 10 MUG2 | 11 IMO1 | 12 IMO2 | P.ti |
| ---- | -------------------- | -------------------------- | ------ | ------ | ------ | ------ | ------ | ------ | ------ | ------ | ------ | ------- | ------- | ------- | ---- |
| 1    | Vicente Pérez        | 2WheelsPoliTo              | 1      | 1      | 8      | 1      | 1      | 1      | 1      | 1      | 1      | 1       | 1       | 1       | 283  |
| 2    | Leonardo Abruzzo     | BeOn                       | 4      | 4      | 5      | 5      | 3      | 3      | 6      | 5      | 8      | 6       | 4       | 2       | 152  |
| 3    | Cristian Lolli       | BeOn                       | 3      | Rit    | 4      | 3      | 4      | 4      | 8      | 6      | 3      | 4       | 3       | 4       | 147  |
| 4    | Elia Bartolini       | --                         |        |        | 1      | 9      | 2      | Rit    | 3      | 2      | Rit    | 2       | 2       | Rit     | 128  |
| 5    | Nicola Fabio Carraro | BeOn e --                  | 6      | 3      | 6      | 2      |        |        | 7      | Rit    | 2      | 3       |         |         | 101  |
| 6    | Erik Michielon       | BeOn                       | Rit    | 6      | Rit    | 16     | 14     | 2      | 5      | 4      | 6      | Rit     | 7       | 3       | 91   |
| 7    | Michele Amadori      | BeOn                       | 14     | 5      | 7      | 4      | 5      | 5      | 11     | 8      | 12     | 9       | Rit     | 7       | 90   |
| 8    | Emanuele Andrenacci  | BeOn                       | 9      | 7      | 9      | 10     | 8      | 8      | 12     | 9      | 10     | Rit     | 6       | 6       | 82   |
| 9    | Jacopo Villani       | BeOn                       | NP     | Rit    | 10     | 8      | 13     | 10     | 13     | 7      | 7      | 8       | 5       | 5       | 74   |
| 10   | Matteo Morri         | --                         | 5      | Rit    | 2      | 11     | 6      | 7      | 15     | 12     | 9      | 10      | Rit     | Rit     | 73   |
| 11   | Daniel Da Lio        | BeOn                       | 8      | 8      | Rit    | 7      | 7      | 6      | 10     | Rit    | Rit    | 11      | Rit     | 8       | 63   |
| 12   | Guido Pini           | BeOn                       |        |        |        |        |        |        | 2      | 3      | 4      | 5       |         |         | 60   |
| 13   | Luca Lunetta         | BeOn                       | 2      | 2      |        |        |        |        |        |        |        |         |         |         | 40   |
| 14   | Cesare Tiezzi        | Bucci Moto e 2WheelsPoliTo |        |        |        |        |        |        | 4      | 10     | 5      | 7       |         |         | 39   |
| 15   | Nicholas Bevilacqua  | --                         | 11     | 9      | Rit    | 15     | Rit    | NP     | 17     | 14     | 11     | 13      | 11      | 12      | 32   |
| 16   | Alessandro Morosi    | Bucci Moto                 | NQ     | NQ     | 3      | 6      |        |        |        |        |        |         |         |         | 26   |
| 17   | Kgopotso Mononyane   | --                         | 13     | 10     | Rit    | 13     |        |        | 16     | Rit    | Rit    | Rit     | 8       | 10      | 26   |
| 18   | Massimo Coppa        | BeOn                       | 12     | NP     | Rit    | 12     | 11     | 9      | 14     | 13     |        |         |         |         | 25   |
| 19   | Eltan Gras Gordin    | Phantom                    | 7      | Rit    | Rit    | 14     | 10     | 11     |        |        |        |         |         |         | 22   |
| 20   | Kevin Milani         | 2WheelsPoliTo              | Rit    | 11     | 11     | 17     | 12     | 12     |        |        |        |         |         |         | 18   |
| 21   | Gianmaria Ibidi      | BeOn                       |        |        |        |        |        |        |        |        |        |         | 9       | 9       | 14   |
| 22   | Mattia Cecchini      | BeOn                       | 10     | Rit    | Rit    | Rit    | 9      | Rit    |        |        |        |         |         |         | 13   |
| 23   | Alessio Mattei       | 2WheelsPoliTo              |        |        |        |        |        |        | 9      | 11     |        |         |         |         | 12   |
| 24   | Daniele Galloni      | Phantom                    |        |        |        |        |        |        |        |        |        |         | 10      | 11      | 11   |
| 25   | Jesus Rios           | Phantom                    |        |        |        |        |        |        |        |        | 13     | 12      |         |         | 7    |
| NC   | Daniel Muñoz         | Phantom                    |        |        |        |        |        |        | Rit    | Rit    |        |         |         |         | 0    |
| Pos. | Pilota               | Moto                       | 1 MIS1 | 2 MIS2 | 3 MUG1 | 4 MUG2 | 5 VAL1 | 6 VAL2 | 7 MIS1 | 8 MIS2 | 9 MUG1 | 10 MUG2 | 11 IMO1 | 12 IMO2 | P.ti |

| Legenda | 1º posto        | 2º posto            | 3º posto           | A punti      | Senza punti        | Grassetto – Pole position Corsivo – Giro più veloce |
| Legenda | Gara non valida | Non qual./Non part. | Ritirato/Non class | Squalificato | '-' Dato non disp. | Grassetto – Pole position Corsivo – Giro più veloce |

#### Classifica Costruttori[71]
| Pos. | Costruttore   | 1 MIS1 | 2 MIS2 | 3 MUG1 | 4 MUG2 | 5 VAL1 | 6 VAL2 | 7 MIS1 | 8 MIS2 | 9 MUG1 | 10 MUG2 | 11 IMO1 | 12 IMO2 | P.ti |
| ---- | ------------- | ------ | ------ | ------ | ------ | ------ | ------ | ------ | ------ | ------ | ------- | ------- | ------- | ---- |
| 1    | 2WheelsPoliTo | 1      | 1      | 8      | 1      | 1      | 1      | 1      | 1      | 1      | 1       | 1       | 1       | 283  |
| 2    | BeOn          | 2      | 2      | 4      | 2      | 3      | 2      | 2      | 3      | 3      | 4       | 3       | 2       | 210  |
| 3    | Bucci Moto    | NQ     | NQ     | 3      | 6      |        |        | 4      | 10     |        |         |         |         | 45   |
| 4    | Phantom       | 7      | Rit    | Rit    | 14     | 10     | 11     | Rit    | Rit    | 13     | 12      | 10      | 11      | 40   |
| NC   | --            | NV     | NV     | NV     | NV     | NV     | NV     | NV     | NV     | NV     | NV      | NV      | NV      | 0    |

## Sistema di punteggio
| Pos.  | 1  | 2  | 3  | 4  | 5  | 6  | 7 | 8 | 9 | 10 | 11 | 12 | 13 | 14 | 15 | 16> |
| Punti | 25 | 20 | 16 | 13 | 11 | 10 | 9 | 8 | 7 | 6  | 5  | 4  | 3  | 2  | 1  | 0   |